# Gorajec

Gorajec, dzwonnica

Gorajec (w latach 1977–1981 Dąbrowa) – wieś w Polsce, położona w województwie podkarpackim, w powiecie lubaczowskim, w gminie Cieszanów, nad potokiem Gnojnik na Płaskowyżu Tarnogrodzkim.
W latach 1975–1998 miejscowość administracyjnie należała do województwa przemyskiego.
Wierni wyznania rzymskokatolickiego należą do parafii św. Wojciecha w Cieszanowie.

## Części wsi
| SIMC    | Nazwa    | Rodzaj     |
| ------- | -------- | ---------- |
| 0600071 | Dąbrówka | przysiółek |

## Historia
Pierwsze ślady osadnictwa na terenie Gorajca pochodzą z czasów neolitu. Gorajec założony został w 1564 roku na prawie wołoskim na gruntach sąsiedniej wsi Żuków przez hetmana wielkiego koronnego i starostę lubaczowskiego Jana Tarnowskiego. Nosił początkowo nazwę Horajec i do końca XVIII wieku wchodził w skład dóbr starostwa niegrodowego lubaczowskiego. W 1772 w wyniku I rozbioru Gorajec wraz z Galicją został włączony w granice monarchii Habsburgów. Zniesienie pańszczyzny w 1848 przez cesarza Ferdynanda I Habsburga mieszkańcy Gorajca upamiętnili wzniesieniem we wsi pomnika, tzw. krzyża pańszczyźnianego. Właścicielami pouwłaszczeniowego majątku ziemskiego w Gorajcu byli bracia Jakub i Ludwik Bruniccy. Na początku XX wieku majątek ziemski w Gorajcu przeszedł w ręce rodziny Wattmanów. Gorajec należał do parafii w Żukowie, przejściowo – od 1618 roku do końca XVII wieku – był samodzielną parafią.
W II Rzeczypospolitej wieś w powiecie lubaczowskim województwa lwowskiego. W 1921 roku we wsi mieszkały 994 osoby, w większości wyznania greckokatolickiego. We wsi istniał Dom Narodowy, w którym mieściły się sale szkolne, czytelnia Proswity oraz sklep spółdzielczy. W latach 1944–1947 mieszkańców wsi narodowości ukraińskiej wysiedlono, a wieś spalono.
W 1944 r. kwaterował tutaj Iwan Szpontak, major UPA, którego sotnia, przekształcona później w kureń (batalion), zamordowała prawie wszystkich tutejszych Polaków. Łączna liczba ofiar wyniosła 67 osób, w tym 2 Ukraińców, którzy odmówili współpracy z banderowcami. Ich masowy grób odkryto po wojnie na cmentarzu greckokatolickim.
6 kwietnia 1945 oddziały Wojsk Wewnętrznych, MO liczące łącznie ok. 300 osób  podczas akcji pacyfikacyjnej zamordowali około 170 osób.
W latach 50. XX wieku w Gorajcu powstało Państwowe Gospodarstwo Rolne. W latach 60. XX wieku zbudowano szkołę. W latach 1977–1981 wieś nosiła nazwę Dąbrowa. W roku 2005 we wsi zameldowanych było 107 osób.
We wsi znajduje się drewniana cerkiew greckokatolicka pw. Narodzenia NMP, jedna z najstarszych w Polsce, wzniesiona w 1586 jako cerkiew filialna parafii w Żukowie. Obecnie stanowi ona obiekt parafii w Cieszanowie. Zaliczana jest do obiektów położonych przy szlaku architektury drewnianej.
Do zabytków wsi należy także XIX-wieczna kaplica oraz cmentarz greckokatolicki.
Od 2008 roku odbywają się tu nieformalne spotkania pasjonatów kultury ludowej – Folkowiska. W dniach 15-17 lipca 2011 roku odbył się pierwszy oficjalny Festiwal Kultury Pogranicza Folkowisko 2011. Najważniejszymi wydarzeniami były: Wieczór Opowiadaczy pod patronatem Andrzeja Stasiuka, Noc Folkowa z koncertem Zoi oraz zespołu Żmije oraz recital Eweliny Koniec.